# ВМ от VM
«ВМ от VM» — единственный в экземпляре праздничный трибьют-альбом, изданный специально к 50-летию певца Валерия Меладзе, в котором все песни артиста были исполнены его коллегами. Цифровой релиз выпущен российским лейблом «Velvet Music» 23 июня 2015 года.

## Об альбоме
«ВМ от VM» является единственным в экземпляре официальным трибьют-альбомом, который был издан специально к 50-летию Валерия Меладзе. В него вошли четырнадцать кавер-версий самых известных и любимых поклонниками песен Валерия. Компания «Velvet Music» подготовила альбом в строгой тайне от именинника — он не подозревал, что полтора десятка музыкантов планируют сделать ему такой подарок. Юбиляр оказался единственным владельцем сборника «ВМ от VM» на физическом носителе, однако альбом появился и в открытом доступе. Цифровой релиз выпущен российским лейблом «Velvet Music» 23 июня 2015 года.

## Список композиций
| №                   | Название                  | Исполнитель         | Длительность |
| ------------------- | ------------------------- | ------------------- | ------------ |
| 1.                  | «Салют, Валера!»          | Вера Брежнева       | 3:41         |
| 2.                  | «Мечта»                   | Анна Семенович      | 2:58         |
| 3.                  | «Говорила ты»             | Альбина Джанабаева  | 3:13         |
| 4.                  | «Сделай это прямо сейчас» | MBAND               | 3:30         |
| 5.                  | «Параллельные»            | ВИА Гра             | 3:46         |
| 6.                  | «Небеса»                  | Отто Нотман         | 3:56         |
| 7.                  | «Золотистый локон»        | Маша Гойя           | 3:30         |
| 8.                  | «Я не могу без тебя»      | Tim Rocks           | 4:10         |
| 9.                  | «Текила-любовь»           | Plastika            | 3:22         |
| 10.                 | «Разведи огонь»           | Ustinova & Burito   | 3:10         |
| 11.                 | «Притяженья больше нет»   | Сухие               | 3:47         |
| 12.                 | «Колокол далей небесных»  | Ёлка                | 5:02         |
| 13.                 | «Актриса»                 | Винтаж              | 4:55         |
| 14.                 | «Вопреки»                 | Константин Меладзе  | 4:23         |
| Общая длительность: | Общая длительность:       | Общая длительность: | 53:23        |

## Критика
«ВМ от VM» получил, в целом, положительные отзывы от критиков. Критик «InterMedia» Алексей Мажаев поставил четыре звезды из пяти возможных. Рецензентом было отмечено, что в предложенном поздравителями формате это выглядит полтора-два раза интереснее, нежели его обычный сборник лучших песен в честь юбилея. Автор объяснил это тем, что практически каждый исполнитель привнёс свою манеру, расцветив интеллигентную сдержанность композиций Валерия Меладзе разнообразными эмоциями. Также Алексей кратко прокомментировал каждый трек, в заключение отметил: «Что ж, отличный подарок, и не только для юбиляра».